# Stylianos Negrepontis
Stylianos "Stelios" Negrepontis (em grego:  Στυλιανός «Στέλιος» Νεγρεπόντης, Tessalônica, 22 de fevereiro de 1939) é um matemático grego.
Negrepontis estudou física na Universidade de Rochester, onde obteve o bacharelado em 1961, com um mestrado em matemática em 1963 e um doutorado em 1965, orientado por William Wistar Comfort, com a tese A homology theory of real compact spaces. Foi a partir de 1965 professor assistente na Universidade de Indiana Bloomington, a partir de 1966 professor associado da Universidade McGill. A partir de 1973 foi professor na Universidade de Atenas, onde aposentou-se em 2006.

## Obras
- com W. Wistar Comfort: The Theory of Ultrafilters. Grundlehren der mathematischen Wissenschaften 211, Springer 1974
- com Comfort: Continuous Pseudometrics. Marcel Dekker 1975
- com Comfort: Chain Conditions in Topology. Cambridge University Press, 1982